# Rude Boy Story
Pour plus de détails, voir Fiche technique et Distribution.
Rude Boy Story est un documentaire français réalisé par Kamir Meridja, sur le groupe de musique français Dub Incorporation.
Le réalisateur, qui a suivi le groupe durant trois ans, a autoproduit un film documentaire sur le groupe Dub Inc.
Le film n'a bénéficié d'aucune des aides de la filière cinématographique. Il a adopté des chemins parallèles aux distributions habituelles et n'a pas bénéficié d'une sortie nationale mais plutôt d'une sortie échelonnée : il a été diffusé, à la méthode d'une tournée musicale, de cinéma en cinéma accompagné du réalisateur et de l'équipe du film dans de nombreuses villes (10 000 spectateurs dans plus de 100 cinémas).
Le film est sorti en DVD et VOD le 27 mai 2013.

## Sortie en salle
La sortie de ce documentaire a été échelonnée suivant les indicatifs téléphoniques : 19 septembre - Sud-Est (04) / 12 octobre - Nord-Est (03) / 31 octobre - Nord-Ouest (02) / 21 novembre - Sud-Ouest (05) - 12 décembre - Île de France (01). La presse et la profession ont conservé cette dernière date comme celle de la sortie nationale.

## Fiche technique
- Titre du film : Rude Boy Story
- Titre original : Rude Boy Story
- Réalisation, scénario et montage : Kamir Meridja
- Photographie : Kamir Meridja
- Étalonneur : Augustin Joubert
- Mixeur : Timothé Borne
- Musique : Dub Incorporation
- Genre : documentaire
- Durée : 88 minutes
- Production : Diversité Films, Contrepoint Production, Ciel! Les Noctambules et A Gauche de la Lune
- Distribution : Diversité films
- Pays d'origine :  France
- Sortie : 12 décembre 2012 en France